# 車菊紅

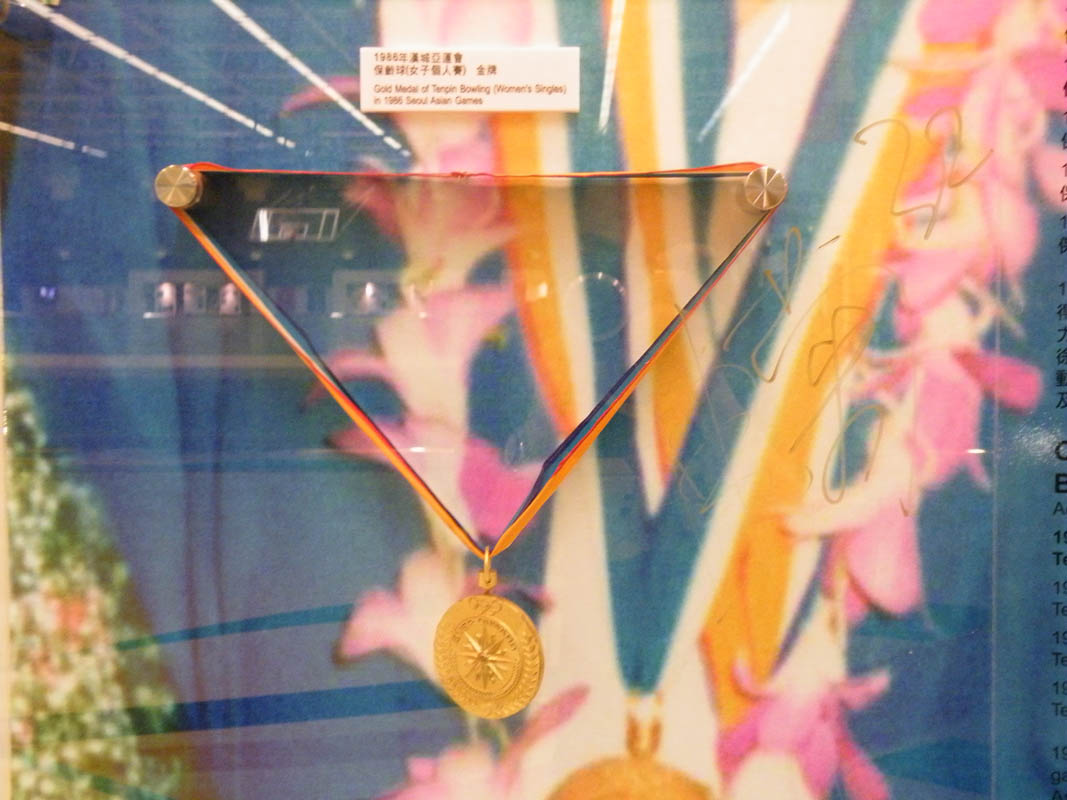
車菊紅在漢城亞運會保齡球項目取得的金牌

車菊紅（英語：Catherine Che Kuk-hung，1952年—2021年5月10日），香港女子保齡球運動員，曾在1986年漢城亞運會赢得保齡球金牌，是香港首位在亞運會奪得金牌的運動員。

## 簡歷

### 早年及出道
車菊紅父親是警察，母親在她16歲時因肝硬化離世，下有三妹一弟。她自小已對保齡球有濃厚興趣，初學時已經獲得160分的平均分數，讀書期間亦愛與朋友切磋球技，更參加香港舉行的保齡球公開賽。她畢業於巴富街官立小學。在陳樹渠紀念中學中五畢業後，她與一年長其十三載的已婚富商相戀，並跟他誕下一個女兒。在女兒開始上學後，她每天一下班便會到太古城或九龍城打保齡球解悶。由於有情夫豐厚的財政支持，她一星期可以參加兩至三次集訓，甚至自費到英國打世界盃賽，保守估計一個月開支要萬多元，在當時算是相當奢侈的興趣。

### 亞運奪獎牌
保齡球在1978年的第八屆曼谷亞運中，首次被列入亞運競賽項目，車菊紅代表香港出戰，一舉贏得女子單打和女子三人賽（與劉掌珠和莊念慈合作）兩面銅牌。其後，由於1982年印度新德里亞運會取消了保齡球項目，她因而未能在四年後再戰亞運。
為提高爭勝的實力，港隊在1985年找來日籍教練天野圓執教，車菊紅也開始改用更重的球練習，令發出的球更具爆破力。她終在1986年漢城亞運女子單打項目中，以1,165分為香港取得「亞運第一金」，並在女子優秀賽中再取得一面銀牌。車菊紅奪金的消息轟動全港，凱旋歸來的她在機場受到市民英雄式的歡迎。
其後，車菊紅在1992年亞洲區保齡球錦標賽，拿得三人賽金牌；以及在1995年保齡球世界盃奪得一面銅牌。

### 因傷患退役
然而，連年征戰的車菊紅因長期作出屈膝急停的動作，令膝蓋軟骨嚴重磨損，左膝須接受刮軟骨手術；她的肩膊也因為不停重複同一動作引致五十肩；此外，由於輪賽期間無聊，往往煙不離手，致使她的免疫系統失調和類風濕指數超標。受著傷患影響，她在1996年正式宣布退出球壇，並繼續於一間公司內任文職工作。
車菊紅曾加入香港保齡球總會當委員，一心栽培新進保齡球手。然而，在加入總會後，她卻發現整個總會也是由該會主席的家族主理，甄選選手的機制也黑箱作業，扼殺了該運動的發展；她曾去信特首和時任港協暨奧委會會長的霍震霆投訴，但都不得要領。最終，她覺得總會的工作性質不太適合自己而主動請辭。
退役後，車菊紅決心遠離保齡球，即使不少人希望請她當教練，她都一一推辭；其女兒雖然承繼了她的保齡球天分，但她也大力反對女兒代表港隊出戰。然而，多年來她仍致力關注香港精英運動員的發展，並為本地運動員的權益發聲。

### 逝世
2021年5月10日清晨六點許，車菊紅因久病離世，享年69歲；消息由香港保齡球總會主席劉掌珠證實，香港保齡球總會與時任民政事務局局長徐英偉在翌日發表悼文。